# 이준 (법조인)
이준(李俊, 1963년 ~ )은 판사 출신으로 제7대 헌법재판소 사무차장, 대법원 윤리감사관을 역임한 대한민국의 법조인이다.

## 생애
1963년 서울에서 태어나 대신고등학교, 서울대학교 법과대학을 졸업한 뒤, 사법시험 25회에 합격하고 사법연수원을 16기로 수료하여 1990년 서울민사지방법원 판사로 임관하였다. 1999년 법원을 퇴직한 뒤 법무법인 태평양에서 변호사로 근무하다가, 이강국 헌법재판소장에 의해 2012년에 제7대 헌법재판소 사무차장으로 임명되었다. 박한철 헌법재판소장 취임 후 사무차장직에서 물러났으며, 2021년에 정무직인 대법원 윤리감사관직에 임명되었다.